# بونتا دل إيستي
بونتا دل إيستي (بالإسبانية: Punta del Este )‏ هي تجمع سكاني، وبلدة، في الأوروغواي، تقع في إدارة مالدونادو، بلغ عدد سكانها 9,277 نسمة وذلك حسب إحصائيات سنة 2011، رمزها البريدي هو 20100.

## مدن توأم
المدن التوأم:
- ماربيا
- بورتو أليغري
- دوبروفنيك
- فينا ديل مار
- لا سيرينا
- إيبارا
- غواياكيل
- كانكون
- Benito Juárez Municipality, Quintana Roo [الإنجليزية]‏.